# Medalhistas olímpicos do snowboard

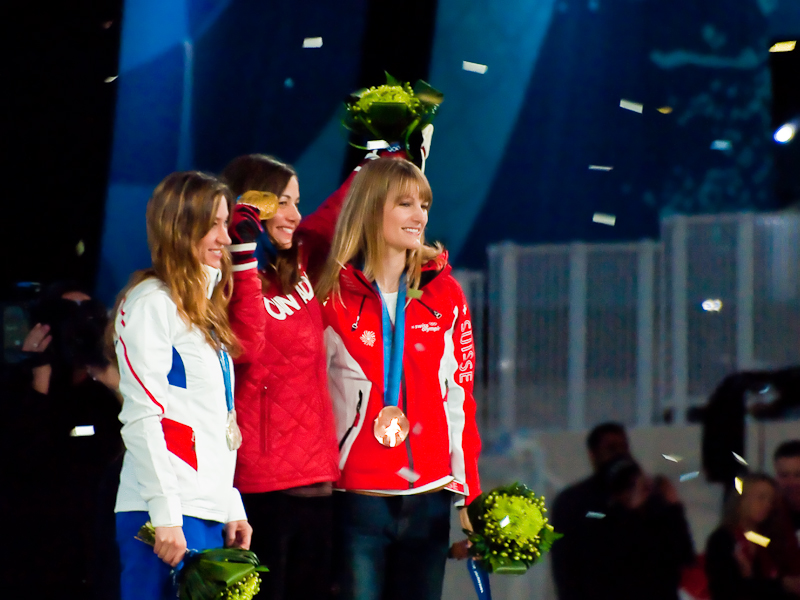
As medalhistas do snowboard cross feminino dos Jogos Olímpicos de Inverno de 2010 em Vancouver. Da esquerda para direita: Déborah Anthonioz da França (prata), Maëlle Ricker do Canadá (ouro), e Olivia Nobs da Suíça (bronze).

O snowboard ou snowboarding é um esporte olímpico disputado nos Jogos Olímpicos de Inverno. Foi introduzido nos Jogos Olímpicos de Inverno de 1998 em Nagano, Japão, sendo um dos cinco novos esportes ou disciplinas adicionado ao programa olímpico de inverno entre 1992 e 2002, e foi o único a não ter tido um evento valendo medalhas em edições passadas ou um evento de demonstração. Em 1998, quatro eventos, dois para homens e dois para mulheres, foram realizados em duas modalidades: o slalom gigante, um evento de downhill semelhante ao slalom gigante do esqui; e o halfpipe, em que os participantes realizam manobras, indo de um lado para o outro em uma pista em formato de um tubo semi-circular. O canadense Ross Rebagliati venceu o slalom gigante masculino e se tornou o primeiro atleta a ganhar uma medalha de ouro no snowboard. Rebagliati foi brevemente despojado de sua medalha pelo Comitê Olímpico Internacional (COI) após testar positivo para cannabis. No entanto, a decisão do COI foi revertida depois de um apelo do Comitê Olímpico do Canadá. Para os Jogos Olímpicos de Inverno de 2002, o slalom gigante foi substituído pelo slalom gigante paralelo, um evento que envolve dois competidores disputando uma corrida lado a lado. Em 2006, o snowboard cross foi realizado pela primeira vez. Neste evento, os competidores descem simultaneamente por um percurso com curvas inclinadas, saltos, ondulações e outros obstáculos. Nos Jogos Olímpicos de 2014 foram incluídas as provas do slalom paralelo e do slopestyle, e em 2018 foram incluídas as provas do big air que substituíram o slalom paralelo. A última adição ao programa do snowboard aconteceu nos Jogos Olímpicos de 2022, onde foi incluída uma prova por equipes mistas do snowboard cross.
Onze atletas ganharam três medalhas no snowboard: Max Parrot e Mark McMorris, do Canadá, Jamie Anderson, Kelly Clark, Shaun White e Lindsey Jacobellis dos Estados Unidos, Žan Košir da Eslovênia, Vic Wild da Rússia, Ayumu Hirano do Japão, Benjamin Karl da Áustria, e Zoi Sadowski-Synnott, da Nova Zelândia. White é o único a conquistar três medalhas de ouro. Anderson, Jacobellis e Wild, além de Chloe Kim e Seth Wescott dos Estados Unidos, Philipp Schoch da Suíça, Ester Ledecká, da República Checa, e Pierre Vaultier da França, também ganharam mais de uma medalha de ouro. No geral, os Estados Unidos ganharam um total de 35 medalhas, mais do que qualquer outra nação. O norte-americanos também conquistaram mais medalhas de ouro, com dezessete no total. Até os Jogos Olímpicos de Inverno de 2022, um total 153 medalhas (51 de cada cor) foram ganhas por snowboarders representando 23 Comitês Olímpicos Nacionais (CON).

## Masculino

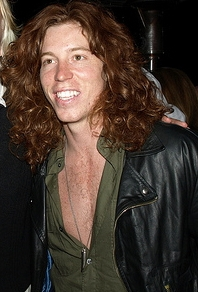
Shaun White dos Estados Unidos, conquistou a medalha de ouro no halfpipe em 2006, 2010 e 2018.

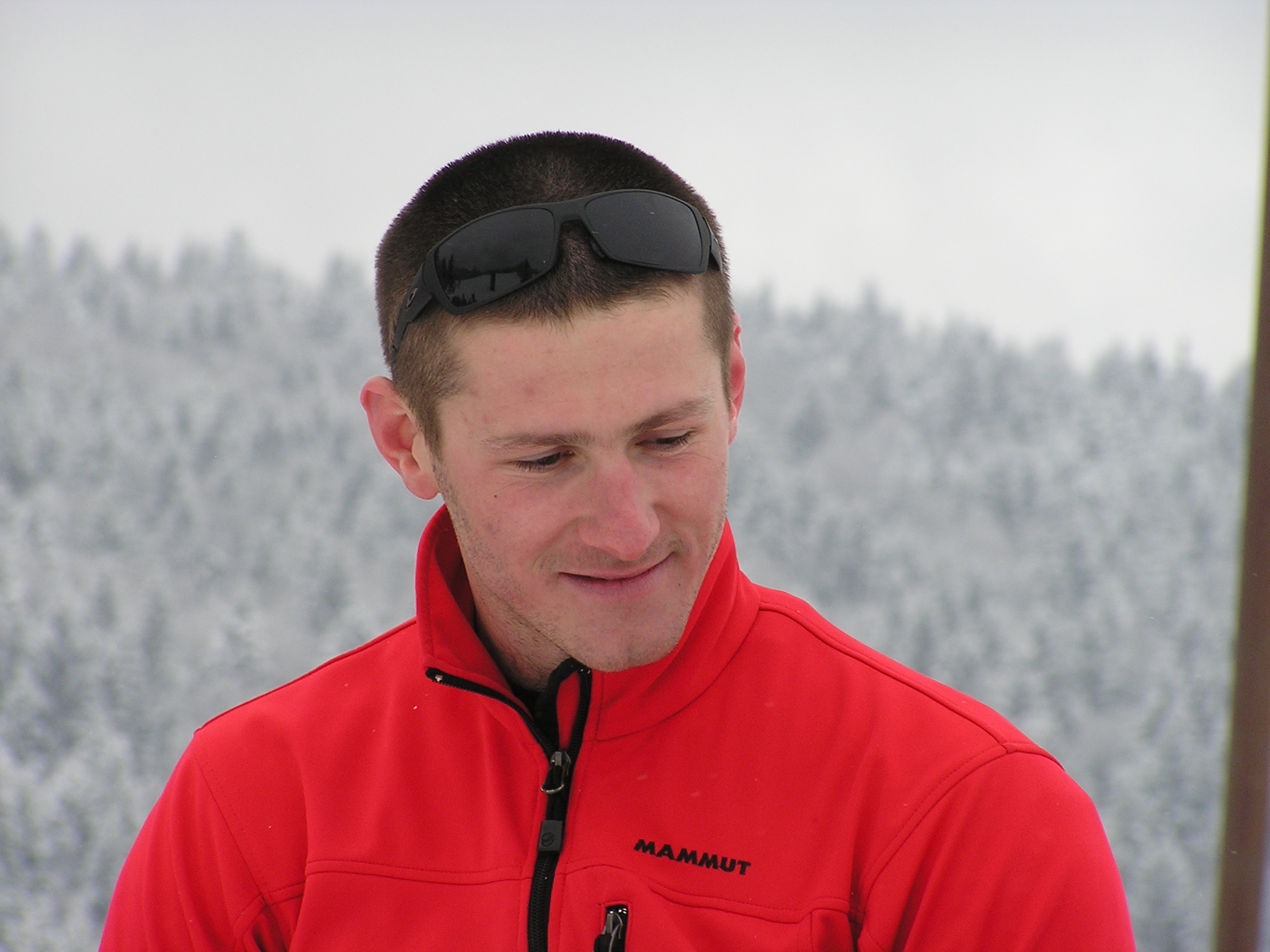
Radoslav Židek conquistou a única medalha da Eslováquia no snowboard em Jogos Olímpicos.

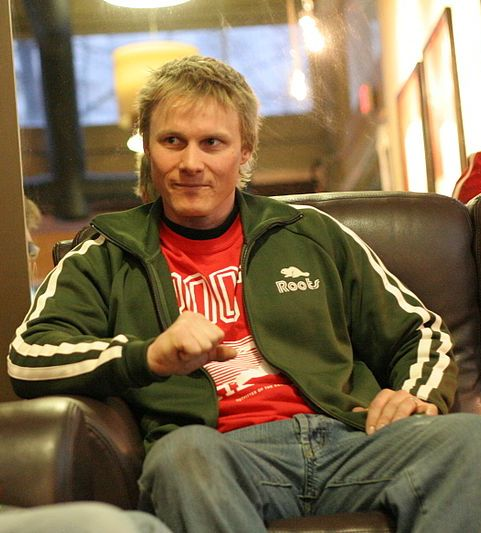
O canadense Ross Rebagliati conquistou a primeira medalha de ouro do snowboard dos Jogos Olímpicos.

### Big air
| Evento                      | Ouro                         | Prata                        | Bronze                        | Ref.   |
| --------------------------- | ---------------------------- | ---------------------------- | ----------------------------- | ------ |
| PyeongChang 2018 (detalhes) | Sébastien Toutant CAN Canadá | Kyle Mack USA Estados Unidos | Billy Morgan GBR Grã-Bretanha | [ 13 ] |
| Pequim 2022 (detalhes)      | Su Yiming CHN China          | Mons Røisland NOR Noruega    | Max Parrot CAN Canadá         | [ 14 ] |

### Halfpipe
| Evento                         | Ouro                           | Prata                         | Bronze                           | Ref.          |
| ------------------------------ | ------------------------------ | ----------------------------- | -------------------------------- | ------------- |
| Nagano 1998 (detalhes)         | Gian Simmen SUI Suíça          | Daniel Franck NOR Noruega     | Ross Powers USA Estados Unidos   | [ 15 ] [ 16 ] |
| Salt Lake City 2002 (detalhes) | Ross Powers USA Estados Unidos | Danny Kass USA Estados Unidos | Jarret Thomas USA Estados Unidos | [ 17 ] [ 18 ] |
| Turim 2006 (detalhes)          | Shaun White USA Estados Unidos | Danny Kass USA Estados Unidos | Markku Koski FIN Finlândia       | [ 19 ] [ 20 ] |
| Vancouver 2010 (detalhes)      | Shaun White USA Estados Unidos | Peetu Piiroinen FIN Finlândia | Scotty Lago USA Estados Unidos   | [ 21 ] [ 22 ] |
| Sóchi 2014 (detalhes)          | Iouri Podladchikov SUI Suíça   | Ayumu Hirano JPN Japão        | Taku Hiraoka JPN Japão           | [ 23 ]        |
| PyeongChang 2018 (detalhes)    | Shaun White USA Estados Unidos | Ayumu Hirano JPN Japão        | Scotty James AUS Austrália       | [ 24 ]        |
| Pequim 2022 (detalhes)         | Ayumu Hirano JPN Japão         | Scotty James AUS Austrália    | Jan Scherrer SUI Suíça           | [ 14 ]        |

### Slalom gigante paralelo
| Evento                         | Ouro                          | Prata                          | Bronze                        | Ref.          |
| ------------------------------ | ----------------------------- | ------------------------------ | ----------------------------- | ------------- |
| Salt Lake City 2002 (detalhes) | Philipp Schoch SUI Suíça      | Richard Richardsson SWE Suécia | Chris Klug USA Estados Unidos | [ 25 ] [ 26 ] |
| Turim 2006 (detalhes)          | Philipp Schoch SUI Suíça      | Simon Schoch SUI Suíça         | Siegfried Grabner AUT Áustria | [ 27 ] [ 28 ] |
| Vancouver 2010 (detalhes)      | Jasey-Jay Anderson CAN Canadá | Benjamin Karl AUT Áustria      | Mathieu Bozzetto FRA França   | [ 29 ] [ 30 ] |
| Sóchi 2014 (detalhes)          | Vic Wild RUS Rússia           | Nevin Galmarini SUI Suíça      | Žan Košir SLO Eslovênia       | [ 31 ]        |
| PyeongChang 2018 (detalhes)    | Nevin Galmarini SUI Suíça     | Lee Sang-ho KOR Coreia do Sul  | Žan Košir SLO Eslovênia       | [ 32 ]        |
| Pequim 2022 (detalhes)         | Benjamin Karl AUT Áustria     | Tim Mastnak SLO Eslovênia      | Vic Wild ROC                  | [ 14 ]        |

### Slopestyle
| Evento                      | Ouro                               | Prata                      | Bronze                   | Ref.   |
| --------------------------- | ---------------------------------- | -------------------------- | ------------------------ | ------ |
| Sóchi 2014 (detalhes)       | Sage Kotsenburg USA Estados Unidos | Ståle Sandbech NOR Noruega | Mark McMorris CAN Canadá | [ 33 ] |
| PyeongChang 2018 (detalhes) | Redmond Gerard USA Estados Unidos  | Max Parrot CAN Canadá      | Mark McMorris CAN Canadá | [ 34 ] |
| Pequim 2022 (detalhes)      | Max Parrot CAN Canadá              | Su Yiming CHN China        | Mark McMorris CAN Canadá | [ 14 ] |

### Snowboard cross
| Evento                      | Ouro                            | Prata                         | Bronze                          | Ref.          |
| --------------------------- | ------------------------------- | ----------------------------- | ------------------------------- | ------------- |
| Turim 2006 (detalhes)       | Seth Wescott USA Estados Unidos | Radoslav Židek SVK Eslováquia | Paul-Henri Delerue FRA França   | [ 35 ] [ 36 ] |
| Vancouver 2010 (detalhes)   | Seth Wescott USA Estados Unidos | Mike Robertson CAN Canadá     | Tony Ramoin FRA França          | [ 37 ] [ 38 ] |
| Sóchi 2014 (detalhes)       | Pierre Vaultier FRA França      | Nikolay Olyunin RUS Rússia    | Alex Deibold USA Estados Unidos | [ 39 ]        |
| PyeongChang 2018 (detalhes) | Pierre Vaultier FRA França      | Jarryd Hughes AUS Austrália   | Regino Hernández ESP Espanha    | [ 40 ]        |
| Pequim 2022 (detalhes)      | Alessandro Hämmerle AUT Áustria | Éliot Grondin CAN Canadá      | Omar Visintin ITA Itália        | [ 14 ]        |

### Slalom gigante
| Evento                 | Ouro                       | Prata                     | Bronze                    | Ref.          |
| ---------------------- | -------------------------- | ------------------------- | ------------------------- | ------------- |
| Nagano 1998 (detalhes) | Ross Rebagliati CAN Canadá | Thomas Prugger ITA Itália | Ueli Kestenholz SUI Suíça | [ 41 ] [ 42 ] |

### Slalom paralelo
| Evento                | Ouro                | Prata                   | Bronze                    | Ref.   |
| --------------------- | ------------------- | ----------------------- | ------------------------- | ------ |
| Sóchi 2014 (detalhes) | Vic Wild RUS Rússia | Žan Košir SLO Eslovênia | Benjamin Karl AUT Áustria | [ 43 ] |

## Feminino

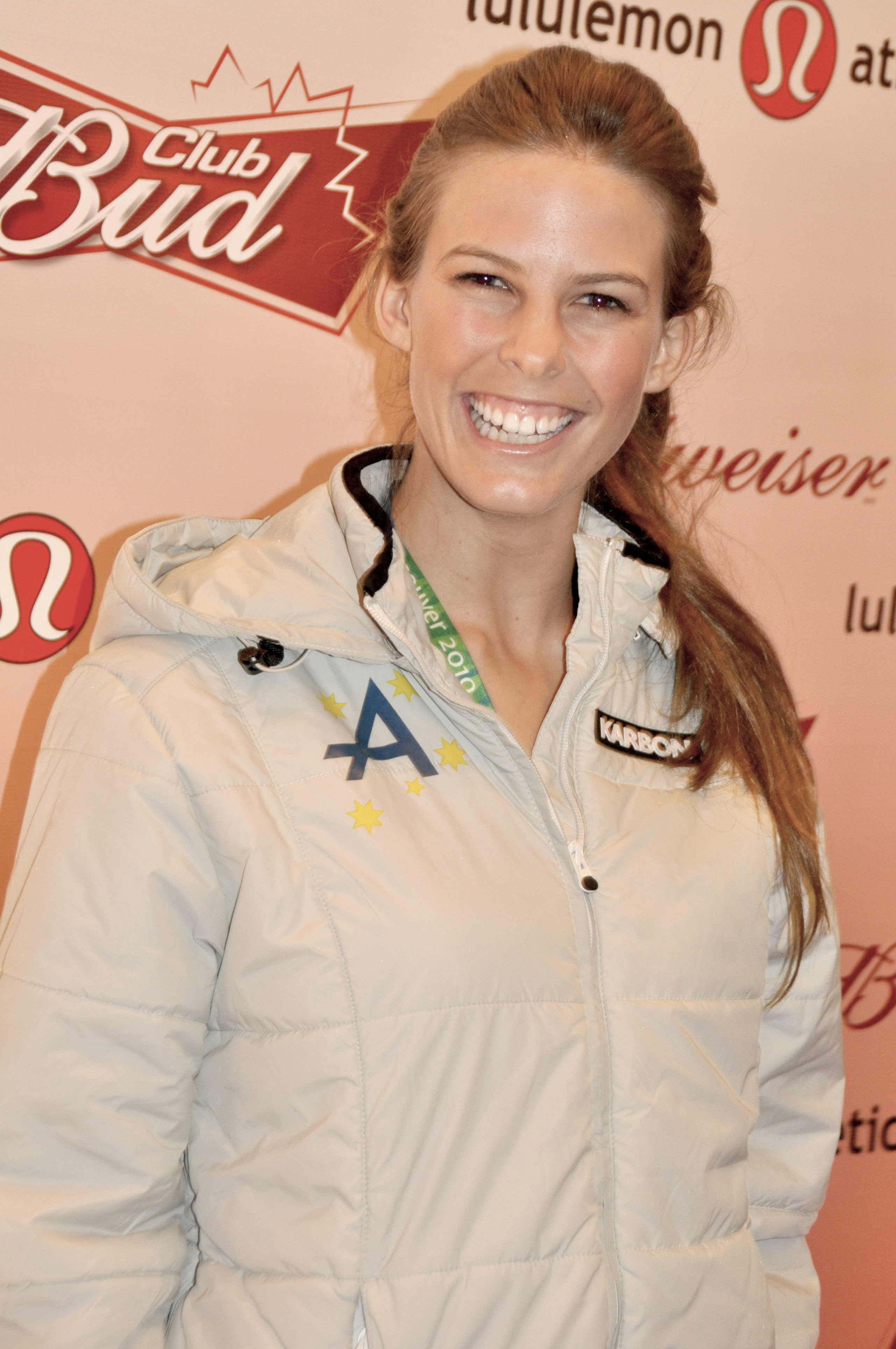
Torah Bright foi a primeira medalhista da Austrália no snowboard em Jogos Olímpicos.

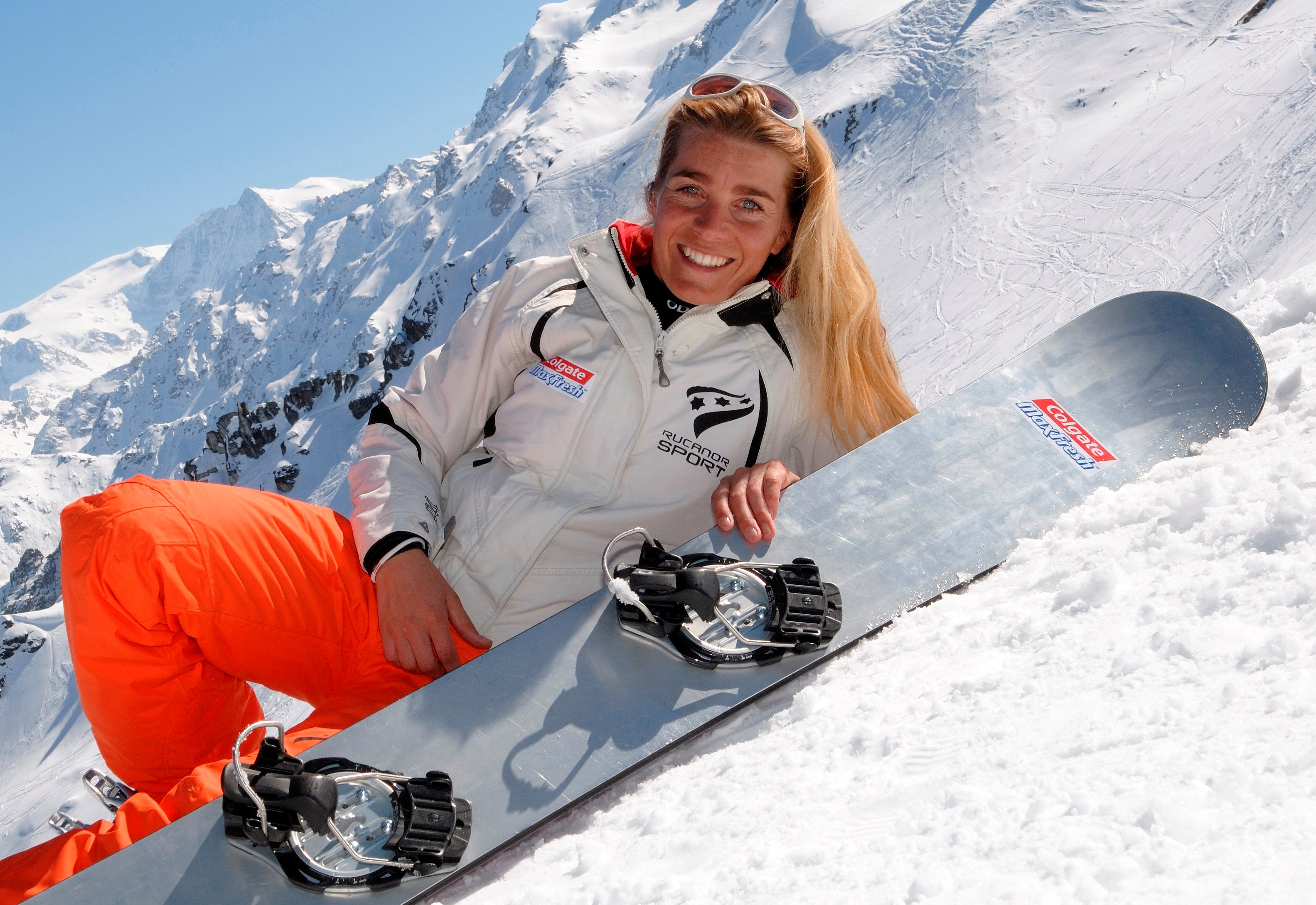
Nicolien Sauerbreij dos Países Baixos, medalhista de ouro no slalom gigante paralelo em 2010, e a única medalha neerlandesa no snowboard em Jogos Olímpicos.

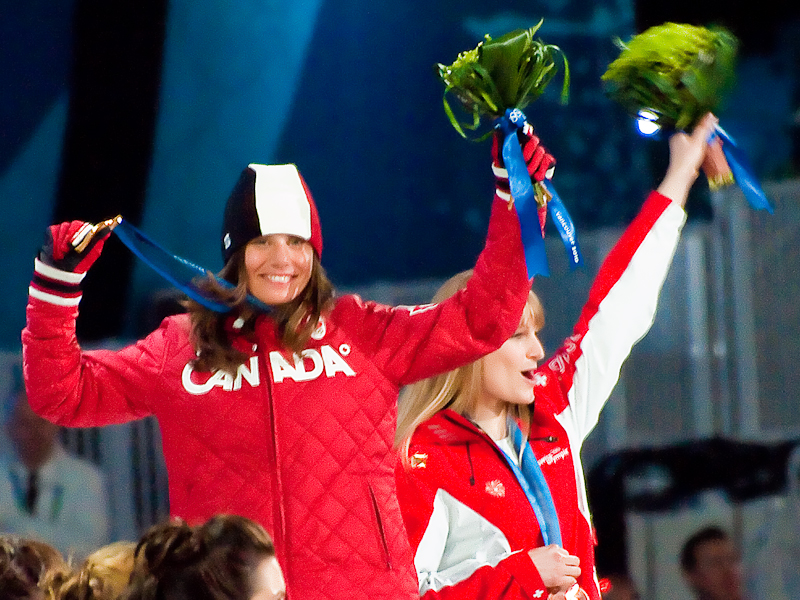
Maëlle Ricker conquistou a medalha de ouro no snowboard cross em 2010.

### Big air
| Evento                      | Ouro                    | Prata                                  | Bronze                                 | Ref.   |
| --------------------------- | ----------------------- | -------------------------------------- | -------------------------------------- | ------ |
| PyeongChang 2018 (detalhes) | Anna Gasser AUT Áustria | Jamie Anderson USA Estados Unidos      | Zoi Sadowski-Synnott NZL Nova Zelândia | [ 44 ] |
| Pequim 2022 (detalhes)      | Anna Gasser AUT Áustria | Zoi Sadowski-Synnott NZL Nova Zelândia | Kokomo Murase JPN Japão                | [ 14 ] |

### Halfpipe
| Evento                         | Ouro                                  | Prata                               | Bronze                          | Ref.          |
| ------------------------------ | ------------------------------------- | ----------------------------------- | ------------------------------- | ------------- |
| Nagano 1998 (detalhes)         | Nicola Thost GER Alemanha             | Stine Brun Kjeldaas NOR Noruega     | Shannon Dunn USA Estados Unidos | [ 45 ] [ 46 ] |
| Salt Lake City 2002 (detalhes) | Kelly Clark USA Estados Unidos        | Doriane Vidal FRA França            | Fabienne Reuteler SUI Suíça     | [ 47 ] [ 48 ] |
| Turim 2006 (detalhes)          | Hannah Teter USA Estados Unidos       | Gretchen Bleiler USA Estados Unidos | Kjersti Buaas NOR Noruega       | [ 49 ] [ 50 ] |
| Vancouver 2010 (detalhes)      | Torah Bright AUS Austrália            | Hannah Teter USA Estados Unidos     | Kelly Clark USA Estados Unidos  | [ 51 ] [ 52 ] |
| Sóchi 2014 (detalhes)          | Kaitlyn Farrington USA Estados Unidos | Torah Bright AUS Austrália          | Kelly Clark USA Estados Unidos  | [ 53 ]        |
| PyeongChang 2018 (detalhes)    | Chloe Kim USA Estados Unidos          | Liu Jiayu CHN China                 | Arielle Gold USA Estados Unidos | [ 54 ]        |
| Pequim 2022 (detalhes)         | Chloe Kim USA Estados Unidos          | Queralt Castellet ESP Espanha       | Sena Tomita JPN Japão           | [ 14 ]        |

### Slalom gigante paralelo
| Evento                         | Ouro                                  | Prata                          | Bronze                                  | Ref.          |
| ------------------------------ | ------------------------------------- | ------------------------------ | --------------------------------------- | ------------- |
| Salt Lake City 2002 (detalhes) | Isabelle Blanc FRA França             | Karine Ruby FRA França         | Lidia Trettel ITA Itália                | [ 55 ] [ 56 ] |
| Turim 2006 (detalhes)          | Daniela Meuli SUI Suíça               | Amelie Kober GER Alemanha      | Rosey Fletcher USA Estados Unidos       | [ 57 ] [ 58 ] |
| Vancouver 2010 (detalhes)      | Nicolien Sauerbreij NED Países Baixos | Ekaterina Ilyukhina RUS Rússia | Marion Kreiner AUT Áustria              | [ 59 ] [ 60 ] |
| Sóchi 2014 (detalhes)          | Patrizia Kummer SUI Suíça             | Tomoka Takeuchi JPN Japão      | Alena Zavarzina RUS Rússia              | [ 61 ]        |
| PyeongChang 2018 (detalhes)    | Ester Ledecká CZE República Checa     | Selina Jörg GER Alemanha       | Ramona Theresia Hofmeister GER Alemanha | [ 62 ]        |
| Pequim 2022 (detalhes)         | Ester Ledecká CZE República Checa     | Daniela Ulbing AUT Áustria     | Glorija Kotnik SLO Eslovênia            | [ 14 ]        |

### Slopestyle
| Evento                      | Ouro                                   | Prata                           | Bronze                       | Ref.   |
| --------------------------- | -------------------------------------- | ------------------------------- | ---------------------------- | ------ |
| Sóchi 2014 (detalhes)       | Jamie Anderson USA Estados Unidos      | Enni Rukajärvi FIN Finlândia    | Jenny Jones GBR Grã-Bretanha | [ 63 ] |
| PyeongChang 2018 (detalhes) | Jamie Anderson USA Estados Unidos      | Laurie Blouin CAN Canadá        | Enni Rukajärvi FIN Finlândia | [ 64 ] |
| Pequim 2022 (detalhes)      | Zoi Sadowski-Synnott NZL Nova Zelândia | Julia Marino USA Estados Unidos | Tess Coady AUS Austrália     | [ 14 ] |

### Snowboard cross
| Evento                      | Ouro                                  | Prata                                 | Bronze                          | Ref.          |
| --------------------------- | ------------------------------------- | ------------------------------------- | ------------------------------- | ------------- |
| Turim 2006 (detalhes)       | Tanja Frieden SUI Suíça               | Lindsey Jacobellis USA Estados Unidos | Dominique Maltais CAN Canadá    | [ 65 ] [ 66 ] |
| Vancouver 2010 (detalhes)   | Maëlle Ricker CAN Canadá              | Déborah Anthonioz FRA França          | Olivia Nobs SUI Suíça           | [ 67 ] [ 68 ] |
| Sóchi 2014 (detalhes)       | Eva Samková CZE República Checa       | Dominique Maltais CAN Canadá          | Chloé Trespeuch FRA França      | [ 69 ]        |
| PyeongChang 2018 (detalhes) | Michela Moioli ITA Itália             | Julia de Sousa Mabileau FRA França    | Eva Samková CZE República Checa | [ 70 ]        |
| Pequim 2022 (detalhes)      | Lindsey Jacobellis USA Estados Unidos | Chloé Trespeuch FRA França            | Meryeta O'Dine CAN Canadá       | [ 14 ]        |

### Slalom gigante
| Evento                 | Ouro                   | Prata                     | Bronze                    | Ref.          |
| ---------------------- | ---------------------- | ------------------------- | ------------------------- | ------------- |
| Nagano 1998 (detalhes) | Karine Ruby FRA França | Heidi Renoth GER Alemanha | Brigitte Köck AUT Áustria | [ 71 ] [ 72 ] |

### Slalom paralelo
| Evento                | Ouro                        | Prata                      | Bronze                    | Ref.   |
| --------------------- | --------------------------- | -------------------------- | ------------------------- | ------ |
| Sóchi 2014 (detalhes) | Julia Dujmovits AUT Áustria | Anke Karstens GER Alemanha | Amelie Kober GER Alemanha | [ 73 ] |

## Misto

### Snowboard cross por equipes
| Evento                 | Ouro                                                   | Prata                                   | Bronze                                  | Ref.   |
| ---------------------- | ------------------------------------------------------ | --------------------------------------- | --------------------------------------- | ------ |
| Pequim 2022 (detalhes) | Nick Baumgartner Lindsey Jacobellis USA Estados Unidos | Omar Visintin Michela Moioli ITA Itália | Éliot Grondin Meryeta O'Dine CAN Canadá | [ 14 ] |

## Estatísticas

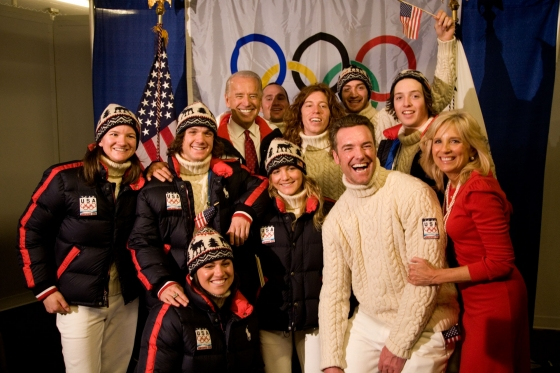
Equipe norte-americana de snowboard nos Jogos Olímpicos de Inverno de 2010 em Vancouver. Equipe dos Estados Unidos conquistou até 2010 um total de 19 medalhas, mais do que qualquer outro país.

### Multimedalhistas
| Snowboarder          | País               | Olimpíadas | Ouro | Prata | Bronze | Total |
| -------------------- | ------------------ | ---------- | ---- | ----- | ------ | ----- |
| Shaun White          | USA Estados Unidos | 2006–2018  | 3    | 0     | 0      | 3     |
| Jamie Anderson       | USA Estados Unidos | 2014–2018  | 2    | 1     | 0      | 3     |
| Kelly Clark          | USA Estados Unidos | 2002–2018  | 1    | 0     | 2      | 3     |
| Žan Košir            | SLO Eslovênia      | 2010–2018  | 0    | 1     | 2      | 3     |
| Lindsey Jacobellis   | USA Estados Unidos | 2006–2022  | 2    | 1     | 0      | 3     |
| Vic Wild             | RUS Rússia ROC     | 2014–2022  | 2    | 1     | 0      | 3     |
| Philipp Schoch       | SUI Suíça          | 2002–2006  | 2    | 0     | 0      | 2     |
| Seth Wescott         | USA Estados Unidos | 2006–2010  | 2    | 0     | 0      | 2     |
| Pierre Vaultier      | FRA França         | 2014–2018  | 2    | 0     | 0      | 2     |
| Chloe Kim            | USA Estados Unidos | 2018–2022  | 2    | 0     | 0      | 2     |
| Ester Ledecká        | CZE Chéquia        | 2018–2022  | 2    | 0     | 0      | 2     |
| Ayumu Hirano         | JPN Japão          | 2014–2022  | 1    | 2     | 0      | 3     |
| Benjamin Karl        | AUT Áustria        | 2010–2022  | 1    | 1     | 1      | 3     |
| Max Parrot           | CAN Canadá         | 2018–2022  | 1    | 1     | 1      | 3     |
| Zoi Sadowski-Synnott | NZL Nova Zelândia  | 2018–2022  | 1    | 1     | 1      | 3     |
| Karine Ruby          | FRA França         | 1998–2002  | 1    | 1     | 0      | 2     |
| Hannah Teter         | USA Estados Unidos | 2006–2014  | 1    | 1     | 0      | 2     |
| Torah Bright         | AUS Austrália      | 2010–2014  | 1    | 1     | 0      | 2     |
| Nevin Galmarini      | SUI Suíça          | 2010–2018  | 1    | 1     | 0      | 2     |
| Ross Powers          | USA Estados Unidos | 1998–2002  | 1    | 0     | 1      | 2     |
| Eva Samková          | CZE Chéquia        | 2014–2018  | 1    | 0     | 1      | 2     |
| Danny Kass           | USA Estados Unidos | 2002–2006  | 0    | 2     | 0      | 2     |
| Amelie Kober         | GER Alemanha       | 2006–2014  | 0    | 1     | 1      | 2     |
| Dominique Maltais    | CAN Canadá         | 2006–2014  | 0    | 1     | 1      | 2     |
| Enni Rukajärvi       | FIN Finlândia      | 2014–2018  | 0    | 1     | 1      | 2     |
| Omar Visintin        | ITA Itália         | 2014–2022  | 0    | 1     | 1      | 2     |
| Scotty James         | AUS Austrália      | 2018–2022  | 0    | 1     | 1      | 2     |
| Éliot Grondin        | CAN Canadá         | 2022       | 0    | 1     | 1      | 2     |
| Meryeta O'Dine       | CAN Canadá         | 2022       | 0    | 0     | 2      | 2     |
| Mark McMorris        | CAN Canadá         | 2014–2022  | 0    | 0     | 3      | 3     |

### Medalhas por ano
| # | Número de medalhas conquistadas pelo CON nestes Jogos | – | CON não ganhou nenhuma medalha nestes Jogos |

| CON                | 24–94 | 98 | 02 | 06 | 10 | 14 | 18 | 22 | Total |
| ------------------ | ----- | -- | -- | -- | -- | -- | -- | -- | ----- |
| GER Alemanha       |       | 2  | –  | 1  | –  | 2  | 2  | –  | 7     |
| AUS Austrália      |       | –  | –  | –  | 1  | 1  | 2  | 2  | 6     |
| AUT Áustria        |       | 1  | –  | 1  | 2  | 2  | 1  | 4  | 11    |
| CAN Canadá         |       | 1  | –  | 1  | 3  | 2  | 4  | 6  | 17    |
| CHN China          |       | –  | –  | –  | –  | –  | 1  | 2  | 3     |
| KOR Coreia do Sul  |       | –  | –  | –  | –  | –  | 1  | –  | 1     |
| SVK Eslováquia     |       | –  | –  | 1  | –  | –  | –  | –  | 1     |
| SLO Eslovênia      |       | –  | –  | –  | –  | 2  | 1  | 2  | 5     |
| ESP Espanha        |       | –  | –  | –  | –  | –  | 1  | 1  | 2     |
| USA Estados Unidos |       | 2  | 5  | 7  | 5  | 5  | 7  | 4  | 35    |
| FIN Finlândia      |       | –  | –  | 1  | 1  | 1  | 1  | –  | 4     |
| FRA França         |       | 1  | 3  | 1  | 3  | 2  | 2  | 1  | 13    |
| GBR Grã-Bretanha   |       | –  | –  | –  | –  | 1  | 1  | –  | 2     |
| ITA Itália         |       | 1  | 1  | –  | –  | –  | 1  | 2  | 5     |
| JPN Japão          |       | –  | –  | –  | –  | 3  | 1  | 3  | 7     |
| NOR Noruega        |       | 2  | –  | 1  | –  | 1  | –  | 1  | 5     |
| NZL Nova Zelândia  |       | –  | –  | –  | –  | –  | 1  | 2  | 3     |
| NED Países Baixos  |       | –  | –  | –  | 1  | –  | –  | –  | 1     |
| CZE Chéquia        |       | –  | –  | –  | –  | 1  | 2  | 1  | 4     |
| ROC                |       | –  | –  | –  | –  | –  | –  | 1  | 1     |
| RUS Rússia         |       | –  | –  | –  | 1  | 4  | –  | –  | 5     |
| SWE Suécia         |       | –  | 1  | –  | –  | –  | –  | –  | 1     |
| SUI Suíça          |       | 2  | 2  | 4  | 1  | 3  | 1  | 1  | 14    |
| Ano                | 24–94 | 98 | 02 | 06 | 10 | 14 | 18 | 22 | –     |